# Angelsaksisk litteratur
Angelsaksisk litteratur eller oldengelsk litteratur er skrevet på angelsaksisk (oldengelsk) i løbet af Englands 600-årige angelsaksiske periode fra midten af 400-tallet til den normanniske erobring af England i 1066. Den omfatter genrer som episk poesi, hagiografier (helgenbiografier), prædikener, bibeloversættelser, love, krøniker og gåder. Der er bevaret ca. 400 manuskripter med interesse for almenheden og forskningen.
Et af de vigtigste er digtet Beowulf, som er Englands nationalepos. Den angelsaksiske krønike er betydningsfuld ved at skabe en kronologi for tidlig engelsk historie, mens det korte religiøse digt Cædmons hymne fra 600-tallet er det ældst bevarede litterære værk på engelsk. Af betydeende angelsaksisk poesi er der kun bevaret 30 000 linjer.
Den har gennemgået tre forskningsperioder:
- Det 19. århundrede og tidlig i det 20. var fokus på Englands germanske rødder,
- senere blev de litterære kvaliteter fremhævet
- I dag ligger hovedvægten på palæografi, den filologiske forskning inden for skriftens udvikling og anvendelse i ældre tid samt læsning og tolkning af de fysiske manuskripter.

Forskerne diskuterer forskellige emner som datering, oprindelsessted, forfatterskab og sammenhængen mellem angelsaksisk litteratur og det øvrige Europa i middelalderen.

## Oversigt
Et stort antal angelsaksiske manuskripter er overleveret fra det 7. århundrede; de fleste blev nedskrevet fra det 9. århundrede og ind i det 12. på latin og på modersmålet. De er blandt de ældste folkesprog, som blev nedskrevet. Angelsaksisk begyndte efter de danske invasioner: Kirkens autoriteter var bekymrede, da der var et kundskabstab i latin. Kong Alfred den store (849–899) havde et bevidst ønske om at genoprette engelsk kultur og beklagede latinundervisningens sørgelige tilstand:
| Citat | Så udbredt var [undervisningens] forfald i England, at det nu kun var nogle få på denne side af Humber, som kunne ... oversætte et brev fra latin til engelsk; og jeg mener at der heller ikke var mange på den anden side af Humber. (Pave Gregor I: Liber Regulae Pastoralis (på engelsk ofte gengivet som Pastoral care)). | Citat |
|       | |       |

Kong Alfred bemærkede, at temmelig få kunne læse latin, mens mange kunne læse angelsaksisk. Han foreslog derfor, at studenterne burde uddannes i modersmålet, og at de, som udmærkede sig burde studere latin. Derfor er mange af de tekster, som er blevet bevaret i udgangspunktet læretekster eller studieorienterede tekster.

## Bevarede manuskripter
Der er omtrent 400 bevarede manuskripter med angelsaksisk tekster, og 189 af dem betragtes som betydelige. Manuskripterne har været højt værdsat af samlere siden det 16. århundrede både for deres historiske værdi og for deres skønhed med bogstaver med ensartede mellemrum og udsmykning.
Der er fire særdeles betydelige manuskripter:
- Junius-manuskriptet, tidligere kendt som Cædmon-manuskriptet, er en illustreret poetisk antologi
- Exeterbogen, som også er en antologi, blev fundet i katedralen i Exeter donert dertil i det 11. århundrede
- Vercellibogen, en blanding af poesi og prosa. Det er omdiskuteret, hvordan den havnede i Vercelli i Italien
- Nowellkodeksen eller Cotton Vitellius A. XV er også en blanding af poesi og prosa. Manuskriptet indeholder det store epos Beowulf.

Forskningen i det 20. århundrede fokuserede på dateringen af manuskripterne, da forskere i det 19. århundrede havde haft en tendens til at gøre dem ældre, end moderne forskere kan dokumentere. Forskningen har også fokuseret på, hvor manuskripterne blev nedskrevet, og der var syv betydelige scriptoria: Winchester, Exeter, Worcester, Abingdon, Durham og to kollegier i Canterbury, Christ Church og St. Augustine. Det var også væsentligt at identificere deres dialekter. Der var fire dialekter: northumbriansk fra Northumbria, merciansk fra Mercia, kentisk fra Kent og vestsaksisk fra Wessex. Den sidste var mest udbredt.
Ikke alle teksterne kan med rimelighed karakteriseres som litteratur; nogle er kun navnelister eller afbrudte skriveøvelser. Imidlertid er der flest litterære tekster; i aftagende mængde er det: prædikener og helgenbiografier, bibelske oversættelser, oversatte latinske værker af de tidlige kirkefædre, angelsaksiske krøniker og fortællende historietekster, lovtekster, testamenter og andre retslige værker samt praktiske tekster inden for grammatik, medicin, geografi og poesi.
Næsten samtlige angelsaksiske forfattere er anonyme.

## Oldengelsk digtning
Oldengelsk poesi består af to typer: De heroiske germanske (førkristne) og de kristne. Den er hovedsageligt bevaret i fire større manuskripter.
Angelsakserne efterlod sig ikke et digterisk regelsæt eller et bestemt poetisk system. Den store spændvidde i tid har gjort forståelsen af digtene vanskelig, også fordi ordene havde både to og flerdobbelt betydning. Det, man ved om poesien, er baseret på moderne analyser. Den første omfattende teori blev fremsat af Eduard Sievers i 1885. Han skelnede mellem fem bestemte mønstre af stavrim. John C. Popes teori fra 1942 bruger musikalske notationer for at følge versenes mønster. De er blevet accepteret i en del kredse. Hvert tiår har forskningen skabt en mere eller mindre ny teori, som er blevet grundigt diskuteret.
Den mest populære og kendte forståelse af oldengelsk poesi er fortsatt Sievers' teori om allitteration eller bogstavrim, altså de gentagne, overensstemmende og harmoniske lyde i ord, som står nær hverandre.
Systemet er baseret på accent og trykbetoninger, stavrim, mængden af vokaler og mønstrene i den stavelsesdannende betoning og fremhævning. Den består af fem forskellige kombinationer af et verseskema eller grundvers. Enhver af de fem typer kan bruges i ethvert vers. Systemet eksisterede inden for ældre germanske sprog, herunder også den norrøne (se Norrøn litteratur). To poetiske figurer, som ofte bliver fundet i oldengelsk poesi er kenninger, det vil sige et formelt udtryk, som beskriver en genstand i henhold til en anden (i Beowulf bliver ”havet” poetisk omskrevet som ”svanens vej”), og litoter, underdrivelser, et dramatisk udtryk, der skabes for dets ironiske effekt.
Groft set deler en pause de oldengelske verselinjer i to. Betegnelsen for dette ophold er cæsur (”caesura”). Hver halvlinje har to trykstavelser og knyttes sammen ved hjælp af bogstavrim. Den første trykstavelse i den andre halvlinjen skal rime på den ene eller begge af trykstavelserne i første halvlinje (de trykbetonede stavelser i første halvlinje skal rime med hinanden). Den anden trykstavelse i anden halvlinje skal hverken rime med den ene eller den anden trykstavelse i første halvlinje.
fyrene fremman – feond on helle.
("at begå kvaler, djævel i helvede." / "to perpetrate torment, fiend of hell.")
— Beowulf, linje 101
Oldengelsk poesi var en mundtlig kunstart, og vores forståelse af den nedskrevne form er ufuldstændig. Vi ved, at digteren ("scop", det norrøne "skjald") ofte blev akkompagneret af en harpe, og der kan have været andre traditioner.
Digtningen repræsenterer den mindste del af de bevarede oldengelske tekster, men den angelsaksiske kultur byggede på en rig, mundtlig tradition, hvoraf kun lidt er bevaret i skriftlig form.

### Digterne
De fleste af de oldengelske digtere er ukendte og anonyme. Kun 12 af dem er kendt ved navn fra middelalderkilder, og kun fire af dem er kendte fra deres værker på modersmålet, nemlig Cædmon, Beda, kong Alfred og Cynewulf. Af dem mangler Cynewulf biografiske oplysninger.
Cædmon er den mest kendte og er blevet kaldt ”den oldengelske poesis far” til trods for, at den litterære kvalitet ikke er så iøjnefaldende. Han levede i klosteret ved Whitby i Northumbria i det 7. århundrede. Kun et enkelt digt på ni linjer, Hymne eller traditionelt Cædmons hymne, er bevaret efter ham, men det er også den ældste, bevarede tekst på engelsk:
| Engelsk gendigtning: | Dansk oversættelse: |
| Now let us praise the Guardian of the Kingdom of Heaven the might of the Creator and the thought of his mind, the work of the glorious Father, how He, the eternal Lord established the beginning of every wonder. For the sons of men, He, the Holy Creator first made heaven as a roof, then the Keeper of mankind, the eternal Lord God Almighty afterwards made the middle world the earth, for men. | Lad os nu prise vogteren af himlens kongerige Skaberens magt og hans ånds tanker, den herlige Fars gerninger, hvordan Han, den evige Herre lagde grunden til begyndelsen på hvert underværk. For sønner af mænd, han, den hellige Skaber gjorde først himlen som tag, så skabte Menneskehedens vogter, den evige Herre Gud almægtige, senere land og riger, Jorden, for mænd. |

Aldhelm (biskop af Sherborne (død 709) er kendt via William af Malmesbury (død ca. 1143), som skrev, at Aldhelm fremførte verdslige digte på modersmålet akkompagneret af en harpe. En god del af hans latinske prosa er bevaret, men om han skrev egne digte eller kun fremførte andres er uvist, da intet af ham er bevaret på oldengelsk.
Cynewulf er et navn, som ligger helt i mørke, og som det har vist sig umuligt at identificere, men den nyere forskning har foreslået, at han må have levet i første del af det 9. århundrede. En række digte er tilskrevet ham, blandt andet Apostlenes skæbner og Elene (begge fundet i Vercellibogen), og Kristus II og Juliana (begge fundet i Exeterbogen).

### Heroiske digte
Den angelsaksiske digtning, som har fået mest opmærksomhed, handler om den germanske, heroiske fortid. Det længste og vigtigste værk, som er 3.182 linjer langt, er Beowulf. Det findes i det ødelagte Nowellkodeks. Digtet fortæller historien om den legendariske helt Beowulf fra Götaland, som digtet også har fået sit navn efter. Fortællingen foregår i Sverige og Danmark, og det har således en nordisk oprindelse. Fortællingen er biografisk, og den satte tonefaldet for det meste af den øvrige angelsaksiske digtning. "Beowulf" har fået status som nationalepos i England på samme måde som Iliaden har det for Grækenland. Værket er af stor interesse for historikere, antropologer, litteraturforskere og for studerende verden over.
Bortset fra Beowulf var der andre heltedigte. To heroiske digte er bevaret i fragmenter: Finnsborgstriden, en genfortælling om et af slagene i Beowulf (skønt denne tilknytning til Beowulf er omdiskuteret), og Waldere, en version af hændelserne i Walter af Aquitaines liv. To andre digte nævner helte: Widsith, som antages at være meget gammel i dele af værket, og som dateres til hændelser i det 4. århundrede. Det omhandler Ermanarik og østgoterne, og det indeholder en liste over navne og steder, der forbindes med deres heltegerninger. Digtet Deor er lyrisk i stil med Filosofiens trøst af Boëthius, og det nævner eksempler på berømte helte, blandt andet Ermanarik og Vølund (som også findes i norrøn digtning som Vølund Smed), efter fortællerens egen hensigt.
Den angelsaksiske krønike indeholder heltedigte spredt i teksten. Det tidligste fra år 937 kaldes Slaget ved Brunanburh. Det hylder kong Adalstein af Englands sejr over en fælles hærstyrke af skotter og norrøne mænd. Der er fem kortere digte: Erobringen af de fem områder (942); Kroningen af kong Edgar (973); prins Alfreds død (1036); og Edvard Bekenderens død (1065).
Det 325 linjer lange digt Slaget ved Maldon hylder jarl Byrhtnoth og hans mænd, som faldt i slaget mod vikinger i år 991. Det betragtes som et af de fineste, skønt både begyndelsen og slutningen er gået tabt, og det eneste overleverede manuskript blev ødelagt ved en brand i 1731 men er bevaret i afskrift. Digtets hovedemne er krigerens troskab over for sin herre, et af de mest centrale temaer inden for angelsaksisk digtning. En karakteristisk og velkendt tale er den, som Byrhtwold holder mod slutningen:
| Originaltekst: | Engelsk gendigtning: | Dansk oversættelse: |
| "Hige sceal þe heardra, heorte þe cenre, mod sceal þe mare, þe ure mægen° lytlað. Hēr līð ūre ealdor - eall forhēawen gōd on grēote. Ā mæġ gnornian se ðe nū fram þisum wīġplegan wendan þenċeð. Iċ eom frōd fēores; fram iċ ne wille, ac iċ mē be healfe mīnum hlāforde, be swā lēofan men licgan þenċe." | "Thought must be the harder, heart be the keener, mind must be the greater, while our strength lessens. Here lies our prince all hewn, good one on grit. He may always mourn who from this war-play thinks now to turn. My life is old: I will not away; but I myself beside my lord, by so loved a man, think to lie." | "Sindet skal blive hårdere, hjertet være skarpere, Modet skal være større, som vor styrke mindskes. Her ligger vores fyrste – helt nedhugget, den gode på gruset. Han må altid sørge, som vil vende sig fra denne krigsleg. Jeg er gammel, bort vil jeg ikke, og ved siden af min herre, ved så elsket en mand, tænker jeg at lægge mig." |

Angelsaksisk heltedigtning blev overleveret mundtligt fra generation til generation, og efterhånden som kristendommen blev indført, begyndte fortællerne at lægge kristne motiver ind i de gamle heroiske fortællinger.

### Elegisk digtning
Et antal kortere digte fra Exeterbogen er knyttet til heroiske fortællinger, der er blevet beskrevet som ”elegier” (klagesange)  eller ”visdomspoesi”  .
Disse digte er lyriske og ligner Boëthius' digtning i deres beskrivelser af skæbnens held og ulykker i livet. Dyster og tungsindig er det bemærkelsesværdige digt Ruinen som fortæller om indtrykket af forfald i en tidligere velstående by i Britannien (de engelske byer forfaldt, efter at romerne trak sig tilbage tidligt i det 5. århundrede, mens de tidlige englændere fortsatte deres jordbrugsliv), og Vandringsmanden (The Wanderer), hvor en ældre mand taler om et angreb, som skete i hans ungdom, og hvor hans venner og slægt blev dræbt. Minderne om nedslagtningen har været nærværende hos ham hele livet. Hans tvivler på klogskaben i den voldsomme beslutningen om at gå mod en mulig overlegen hærstyrke: den vise deltager i krigen for at bevare samfundet og løber ikke hovedkulds ud i krigen, men søger forbundsfæller, når modstanderne har forskellig styrke.
Denne digter finder ringe ære i tapperhed for tapperhedens egen skyld. Søfareren (The Seafarer) er fortællingen om en melankolsk afsked fra hjemmet. Den foregår på havet, hvorfra det eneste håb om forsoning er himmelens glæde. Andre visdomsdigte er Wulf og Eadwacer, Hustruens klagesang (The Wife's Lament), og Ægtemandens besked (The Husband's Message). Kong Alfred af England skrev et visdomsdigt over forløbet af hans regeringstid, løseligt bygget på Boëthius' nyplatoniske filosofi, som kongen kaldte for Boëthius’ sange (Lays of Boethius). Samtlige ovennævnte titler er for øvrig af nyere dato, for de angelsaksiske digte benyttede ikke titler.

### Klassisk og latinsk digtning
Flere oldengelske digte er tilpasninger af senklassiske, filosofiske tekster. Det længste er en oversættelse af Boëthius’ Filosofiens trøst, som blev bevaret i Cotton-biblioteket. Et andet er Føniks (The Phoenix) i Exeterbogen, en allegorisering over De ave phoenice af Lactantius.
Andre kortere digte er afledt af den latinske tradition med bestiarier, det vil sige dyrefabler. Nogle eksempler er Panteren (The Panther), Hvalen (The Whale) og Agerhønen (The Partridge).

### Kristen digtning
Helgenernes liv
Vercellibogen og Exeterbogen indeholder fire lange fortællende digte om helgeners liv, hagiografi. I Vercellibogen findes Andreas og Elene, og i Exeterbogen har man Guthlac og Juliana.
Andreas er 1.722 linjer langt og det, som er det længste, og som står tættest på de bevarede, angelsaksiske digte fra Beowulf i toneleje og stil. Det er fortællingen om apostelen Andreas og hans rejse for at redde apostelen Mattæus. Elene er fortællingen om Sankt Helena, kejser Konstantin den Stores mor, og hendes opdagelse af Det sande kors. Kulten om Det sande kors var populær i det angelsaksiske England, og dette digt var medvirkende til kultens popularitet.
Guthlac var egentlig to digte om Sankt Guthlac, en engelske helgen fra det 7. århundrede, mens Juliana er fortællingen om jomfrumartyren Juliana af Nikomedia.
Bibelske parafraser
Junius-manuskriptet indeholdt tre parafraser over Det gamle testamente. Det var omskrivninger af bibelske afsnit til angelsaksisk, og ikke en nøjagtig oversættelse, men en genfortælling, visse steder overført til smuk poesi efter tidens forhold. Det første og længste er Genesis (fra Første Mosebog), det andet er Exodus (fra Anden Mosebog), og det tredje er Daniel (fra Daniels bog).
Nowellkodekset indeholder en bibelsk parafrase, som kommer lige efter Beowulf og kaldes for Judit. Det er en genfortælling af Judits Bog. Den må ikke forveksles med Ælfric af Eynshams homilie Judit som genfortæller den samme bibelfortælling i prosa med stavrim.
Salmernes bog 51-150 er bevaret og efterfølger en prosaaversjon af de første 50 salmer. Man antager, at der en gang var en fuldstændig Davids salmer, men kun de første 150 har overlevet.
Der findes et antal oversættelser på vers af Gloria in Excelsis Deo (Ære være Gud i det højeste), Fader vor, og Den apostolske trosbekendelse, foruden et antal hymner og ordsprog.
Kristne digte
I tillæg til bibelske parafraser findes der et antal originale, religiøse digte, hovedsagelig lyriske (ikke-fortællende).
Exeterbogen indeholder en række digte med fællestitlen Kristus, opdelt i Kristus I, Kristus II og Kristus III.
Drømmen om Kristi kors (Dream of the Rood) betragtes som et af de smukkeste af alle angelsaksiske digte. Det findes bevaret i Vercellibogen, og det er et drømmesyn om Kristus på korset, hvor korset i sig selv er personificeret, og taler således:
| Originaltekst: | Engelsk gendigtning: | Dansk oversættelse: |
| Feala ic on þām beorge gebiden hæbbe wrāðra wyrda: geseah ic weruda God þearle þenian. Þȳstro hæfdon bewrigen mid wolcnum Wealdendes hrǣw, scīrne scīman, sceadu forð ēode, wann under wolcnum. Wēop eal gesceaft, cwīðdon cyninges fyll: Crīst wæs on rōde. | Much have I born on that hill of fierce fate. I saw the God of hosts harshly stretched out. Darknesses had wound round with clouds the corpse of the Wielder, bright radiance; a shadow went forth, dark under heaven. All creation wept, King's fall lamented. Christ was on rood. | Meget har jeg båret på bjerget med den hårde skæbne. Jeg så verdens Gud voldsomt udstrakt. Med mørke skyer havde de dækket Herrens lig, strålende lys, en skygge gik frem, sort under skyerne. Al skabningen græd, sørgede over kongens fald. Krist var på korset. |

Drømmeren beslutter at stole på korset, og drømmen ender med en vision om himlen.
Der findes et antal religiøse diskussionsdigte. Det længste er Kristus og Satan i Junius-manuskriptet, som handler om konflikten mellem Kristus og Satan i løbet af de fyrre dage i ørkenen. Et andet diskussionsdigt er Salomon og Saturn, bevaret i en række tekstfragmenter. Saturn er portrætteret som en troldmand, der diskuterer med den vise kong Salomon.

### Andre typer digte
Andre poetiske former, som eksisterede i angelsaksisk litteratur, omfatter gåder, korte vers, gnomer (fra græsk: ”at vide”, en form for udsagn), og mnemoniske digte for at huske lange lister med navne.
Exeterbogen har en samling på 95 gåder. Svaret følger ikke med gåderne, men et antal af dem er kendt og bliver fortsat benyttet som gåder i dagliglivet, selv om nogle af dem har ukendte svar.
Det er korte vers fundet i margenen på manuskripter som tilbyder praktiske råd. Det er hjælpemidler mod forsinket fødsel, bisværme, og andet. Det længste bliver kaldt for Ni urtetrolddomme (Nine Herbs Charm) og er sandsynligvis af førkristen og hedensk oprindelse.
Det er også en gruppe af mnemoniske digte, der er sammensat for at hjælpe med at huske lister og rækker med navne udenad og for at holde objekter i orden. Disse digte kaldes for Menologium, Apostlenes skæbner (The Fates of the Apostles), Runedigtet (The Rune Poem), Fastesæsonerne (The Seasons for Fasting) og Instruktioner for kristne (Instructions for Christians).

## Særegne træk ved angelsaksisk digtning

### Lignelser, synonymer og allegorier
Angelsaksisk poesi erpræget af en særegen brug af lignelser eller synonymer, noget som er en konsekvens af både dens struktur og med den hyppige brug af tekstbilleder. Det store antal af synonymer havde sin grund i de krav som bogstavrimet stillede digteren over for, men bagved lå også ønsket om variation, sådan at der blev benyttet flere ord for samme mening.
Angelsaksisk digtning har en dramatisk stil med hurtig gangart, og er følgelig ikke sammenlignelig med eksempelvis den ordrige, dekorative stil i den irsk-keltiske digtning fra samme periode. Hvor en irsk digter kunne benytte 3 eller 4 sammenligninger for at understrege en pointe, var den angelsaksiske digter tilfreds med en enkelt kenning, før digtet sprang videre (se Irsk digtning).
Dette kommer også til uttrykk i angelsaksisk digtnings afhængighed af metaforer, specielt dens brug af kenninger. Et eksempel på dette findes i Vandringsmanden (The Wanderer) hvor en slagscene bliver omtalt som en «storm af spyd» . Denne reference til et slag giver os en mulighed for at se, hvordan angelsakserne så på krig: uberegnelig, kaotisk, brutal, og muligvis også som en naturfunktion. Det er disse stilistiske og tematiske elementer, man bør ha i tankerne, når man første gang læser angelsaksisk eller oldengelsk digtning.

### Digression og egne, poetiske ord
Digressioner har i dag en negativ klang, men når fortælleren af Beowulf træder ud af hovedhandlingen, sker det med god grund, nemlig for at belyse personerne, deres handlinger, og den verden digteren står i. Der er to typer digressioner: dels fortællingen-indeni-fortællingen, og dels det, der sker, når en fortælling først bliver fortalt kort og nedsættende af én person, og derefter fortalt på ny af en anden, som gør det længere og mere ærefuldt.
Karakteristisk for angelsaksisk digtning er dens brug af forældede ord, som udelukkende var forbeholdt digtekunsten, mens man i daglig tale benyttede andre ord for det samme. De poetiske vendinger kan være enkelte ord, sammensætninger eller længere konstruktioner. I norrøn litteratur kaldes dette for heiti .

### Stavrim
Så godt som al oldengelsk digtning er komponeret uden rim, men opbygget over fire trykbetonede stavelser ("toppe"), som skifter med et ubestemt antal tryksvage stavelser ("lavninger"). Det hele er knyttet sammen med bogstaver, som ligner hinanden, såkaldte stavrim. Alle vokaler rimer med alle andre, mens konsonanter kun rimer med andre konsonanter. Dette lyder fremmedartet for moderne ører ved sammenligning med vores sædvanlige mønster med rim og konstante antal af ubetonede stavelser. Tilsvarende også med allitteration eller stavrim.
Oldengelsk digtning benytter stavrim ved, at den indledende konsonantlyd bliver gentaget flere gange gennem verselinjen. Eksempelvis i Beowulfs verselinje "weras on wilsíð – wudu bundenne" , "men on a welcome voyage, – in a well-braced ship", rimer de fleste ordene på konsonanten "w". Så gennemgående og vigtig er bogstavrimets form, at digteren sandsynligvis begyndte med bogstavkombinationen "wil-siþ" ("welcome journey") som den vigtigste ideen i den ovenstående, citerede linje, og lod de påfølgende ord bogstaverime med dette. På den måde lod han stavrimet forme hele sætningen.

### Digtning med en mundtlig formel
Angelsaksisk digtning er blevet grundigt undersøgt for at bevise teorien om, at den oprindelig var blevet reciteret i henhold til en "muntlig formel" (engelsk: "oral formula"). Det bygger på, at mange udtryk og vendinger går igen i andre digte. Eksempelvis er der ikke mindre end 11 af de 18 halvlinjer i Cædmons hymne, som har paralleller i andre digte . Der er også fundet tilsvarende tilfælde i Beowulf og andre digte.
Milman Parry fremsatte teorien under arbejdet med Homers digtning, og støttede siden Albert Bates Lord i dennes arbejde med sydslavisk digtning. Det var opfattelsen, at den klassiske, episke digtning blev skabt gennem en formelt styret, mundtlig proces, hvor skaldene skaber digtningen direkte og uden en fastlagt tekst. Hver fremførelse gav således en helt ny genskabelse af digtet (svarende til en impressionistisk jazzkoncert), men baseret på et stort forråd af ”formler”, der var afpasset efter versemålets krav. I modsætning til denne teori står Bedes eget udsagn om, at Cædmon skabte sit digt, og at Bede selv tilsyneladende lagde stor vægt på digtet som en nyskabelse. En vanskelighed ved teorien er, at det er kun den skriftlige udgave, som er bevaret, ikke den forudsatte, mundtlige tradition. Teorien har også sine kritikere, som hævder, at digtene blev komponeret delvis i henhold til en moderne ord-for-ord-proces, og delvis også i henhold til at sette tema og formularer sammen.

## Oldengelsk prosa
Mængden af bevaret, oldengelsk prosa er langt større end mængden af digte. Størstedelen af de bevarede prosatekster er prækener og latinske oversættelser af religiøse værker. Engelsk prosa opstår i det 9. århundrede (i hvert fald det, der kendes) og fortsatte med at blive nedskrevet til op i det 12. århundrede.

### Kristen prosa
Den mest kendte forfatter af oldengelske tekster var kong Afred den Store, som oversatte mange bøger fra latin til oldengelsk. Disse oversættelser var blandt andet pave Gregor den Stores Pastoral omsorg (Liber Regulae Pastoralis), en håndbog for præster om, hvordan man skal håndtere sine pligter; Filosofiens trøst af Boëthius; og Soliloquies af Augustin af Hippo. Alfred var også ansvarlig for en oversættelse af halvtreds salmer fra Salmernes bog.
Andre betydningsfulde oldengelske oversættelser blev skrevet af lærde, som stod kong Alfred nær. Bl.a. et ledsagestykke til Augustins Gudsstaten (De civitate Dei), Dialoger af Gregor den store, og Anglerfolkets kirkelige historie (Historia ecclesiastica gentis Anglorum) af Den ærværdige Bede. Det vigtigste værk var muligvis oversættelsen af Orosius’ Verdenshistorie, specielt da den blev betydelig udvidet med originale bidrag, blandt andet fortællingen om nordmanden Ottar fra Hålogaland, som er blandt de første skriftlige kilder om Norge som nation.
Ælfric af Eynsham, som skrev i slutningen af det 10. århundrede og begyndelsen af det 11., var den mest ansete forfatter af angelsaksiske prædiker. Teksterne blev kopieret og tilpasset langt ind i det 13. århundrede. Han skrev helgenbiografier, et oldengelsk værk om tidsberegning, pastorale breve, oversættelser af de første seks bøger i Bibelen, ordbøger og oversættelser af andre dele af Bibelen som Salomos ordsprog, Visdommens bog og fra Ecclesiasticus (Det gamle testamente).
I samme kategori som Ælfric var den samtidige Wulfstan, ærkebiskop af York. Hans prækner var meget stilistiske, og han skrev i en rytmisk form med stavrim. Præknerne blev skrevet på oldengelsk, selv om de er kendt under deres latinske navne blandt andet Sermo Lupi ad Anglos (Ulvens preken til anglerne), hvor han finder årsagen til vikingernes invasioner og hærgen i englændernes egne synder. Han skrev en række kirkeretslige tekster, Institutionernes regeringsform (Institutes of Polity) og Edgars kirkelov (Canons of Edgar).
En af de tidligste angelsaksiske prosatekster er Martyrhistorie (Martyrology), der rummer oplysninger om helgener og martyrer opregnet efter deres årsdager og festivaler i kirkekalenderen, og som er bevaret i seks fragmenter. Det formodes, at det er skrevet i det 9. århundrede af en anonym forfatter fra Mercia (den nuværende Midlandsregion).
Den ældste samling af prækdiker er Blicklinghomilierne i Vercellibogen, der dateres til det 10. århundrede.
Der er prosaværker om helgenernes liv. Bortset fra dem, som er skrevet af Ælfric, findes prosastykker om sankt Guthlac i Vercellibogen, levnedsbeskrivelser for Margareta af Antiokia og sankt Chad af Mercia. Der er fire biografier i Juliusmanuskriptet: De hellige syv sovere, sankt Maria af Egypten, sankt Eustachius og sankt Euphrosyne.
Der er mange oldengelske oversættelser fra forskellige dele af Bibelen. Ælfric oversatte de første seks bøger i Bibelen (Hexateuch, "seks ruller"). Der er en del oversættelser af Evangelierne. Den mest populære var Nicodemus’ evangelium (eller Pontius Pilatus’ gerninger). Andre var blandt andet Pseudo-Matteus’ evangelium, Apostelen Paulus’ visioner (eller åbenbaring), Vindicta salvatoris, og Apostelen Tomas’ visioner (eller åbenbaring) .

### Verdslig prosa
Den angelsaksiske krønike blev sandsynligvis påbegyndt på kong Alfreds tid og fortsatte i over 300 år som en årbog over angelsaksisk historie.
Et enkeltstående eksempel på en klassisk romance er bevaret, og det er et fragment af en fortælling om Apollonius fra Tyrus (ikke at forveksle med den stoiske filosof Apollonius af Tyrus) antagelig oversat i det 11. århundrede fra en nu tabt græsk tekst.
En munk, som skrev på angelsaksisk på samme tid som Ælfric og Wulfstan, var den lærde Byrhtferth af Ramsey. Han skrev bøgerne Enchiridion og Handboc både på latin og angelsaksisk som studier i matematik og retorik.
Ælfric skrev også to videnskabelige værker, Hexameron og Interrogationes Sigewulfi, der drejer sig om skabelsesberetninger. Han skrev desuden en grammatik og en glossar (ordliste) i angelsaksisk, som blev kaldt for Latin, senere brugt af studerende, som var interesserede i at lære oldfransk, eftersom den også havde en oldfransk ordliste.
Der er mange bevarede tekster, som består af regler og beregninger til fastlæggelse af religiøse festivaler, og tabeller til beregning af tidevand og månefaser.
I Nowellkodeksen findes teksten til Østens underværker (The Wonders of the East), som rummer et bemærkelsesværdigt kort over verden og andre illustrationer. I samme manuskript findes også Aleksanders brev til Aristoteles, og da det er samme manuskript, der indeholder Beowulf, har nogle forskere spekuleret på, om det kan have været tænkt som en samling, bestående af eksotiske steder og væsner.
Der er flere interessante medicinske værker. Blandt andet en oversættelse af Apuleius’ Herbarium med illustrationer fundet sammen med Medicina de Quadrupedibus. En anden samling af tekster er Balds lægebog (Bald's Leech book) fra det 10. århundrede, der handler om brugen af planter og urter og en del kirurgiske behandlinger. En tredje samling er kendt som Lacnunga, og den beskæftiger sig med virkemidler til trolddomsbeskyttelser, besværgelser og hvid magi.
Angelsaksiske lovtekster er en stor og betydningsfuld del af de bevarede manuskripter. I løbet af det 12. århundrede var de samlet til to store samlinger (se Textus Roffensis). De omfatter de kongelige love, som begynder med dem, som blev givet af Æthelbert af Kent, og rummer desuden tekster, som handler om bestemte sager og steder i landet. Et interessant eksempel er Gerefa, som giver hovedtrækkene af de pligter, som en kongelig engelsk foged (en "reeve") havde på et større gods. Der er også et omfattende bind med retsdokumenter om klostrene. De omfatter mange forskellige tekster: Optegnelser over donationer fra adelen, testamenter, dokumenter om emancipation (frigivning af trælle), boglister og lister over relikvier, hofsager og regler for laugene. Alle disse tekster giver værdifulde oplysninger om den sociale historie i den angelsaksiske epoke, men de er også af litterær værdi. Eksempelvis er nogle af hofsagerne fortællinger, som er interessante for deres brug af retorik.

## Forsknings- og virkningshistorie
Oldengelsk eller angelsaksisk litteratur forsvandt ikke i 1066 med den normanniske erobring af England. Mange prækner og værker blev fortsat læst og var i brug delvist eller i deres helhed op til det 14. århundrede, og de blev stadig katalogiseret og ordnet. Under reformationen i England, da klosterbibliotekerne blev spredt, blev manuskripterne samlet af historikere og lærde som Laurence Nowell, Matthew Parker, Robert Bruce Cotton og Humfrey Wanley, deraf navnene på en del af manuskripterne i moderne tid. I det 17. århundrede indledtes en tradition med at skabe litterære ordbøger og referencer i forhold til angelsaksisk litteratur. Den første var William Somners Dictionarium Saxonico-Latino-Anglicum (1659). I det 19. århundrede påbegyndte forfatteren Joseph Bosworth en ordbog, som blev fuldført af Thomas Northcote Toller i 1898 og fik titlen An Anglo-Saxon Dictionary. Den er siden blevet opdateret.
Eftersom oldengelsk var et af de første modersmål, som blev nedskrevet, søgte forskere i det 19. århundrede efter rødderne til en europæisk ”nationalkultur” (se Romantisk nationalisme), og de havde en speciel interesse for angelsaksisk litteratur. Oldengelsk blev dermed en del af universitetsstudierne. Efter 2. verdenskrig har der været en øget interesse for de fysiske manuskripter i sig selv. Palæografen Neil Ker udgav den banebrydende Catalogue of Manuscripts Containing Anglo-Saxon (Katalog over manuskripter indeholdende angelsaksisk) i 1957, og i 1980 var næsten alle angelsaksiske manuskripter blevet genudgivet på engelsk. J.R.R. Tolkien, kendt som en forfatter af fantastisk litteratur, er berømt for at have skabt en bevægelse for at se på oldengelsk som et emne for litterær teori under sine forelæsninger i 1936. De blev siden udgivet af hans søn i 1983 i form af essaysamlingen Beowulf: The Monsters and the Critics
Angelsaksisk litteratur har haft en påvirkning på moderne litteratur. Nogle af de mest kendte oversættelser er William Morris' og Seamus Heaneys oversættelse af Beowulf og Ezra Pounds oversættelse af Søfareren. Påvirkningen kan ses hos moderne digtere som T. S. Eliot, Ezra Pound og W. H. Auden. Meget af emnevalg og terminologi i heroisk digtning kan genfindes i populære værker som Hobbiten, Ringenes herre og mange andre.

## Eksterne links
- An Introduction to Anglo-Saxon Manuscripts Arkiveret 31. marts 2007 hos  Wayback Machine – Introduktion til angelsaksiske manuskripter, et åbent seminar på Internettet af British Library.
- The Columbia Encyclopedia: Anglo-Saxon Literature, 6. udg. 2001, ISBN
- Anglo-Saxon Bibliography Arkiveret 2. marts 2006 hos  Wayback Machine
- Lexicon: An Anglo-Saxon Dictionary
- Rasmus Rask: (Fortalen til) Angelsaksisk sproglære tilligemed en kort læsebog. Stockholm, 1817